# Walter Gaul
Walter Gaul (* 4. Oktober 1905 in Passau; † 1994) war ein deutscher Oberst i. G. der Luftwaffe der Wehrmacht und Kapitän zur See der Bundesmarine.

## Leben
Walter Gaul war ein Sohn des späteren Generalmajors Hans Gaul.
Nach dem Abitur trat er am 1. April 1924 in die Reichsmarine ein und wurde zum Seeoffizier ausgebildet. Er diente von 1932 bis 1934 als Wachoffizier auf einem Torpedoboot. Im Herbst 1934 wechselte er zur Luftwaffe und kam zur fliegerischen Ausbildung an die Beobachterschule nach Warnemünde. Kurzzeitig war er Beobachter und Staffeloffizier einer Küstenfliegerstaffel, bevor er 1935/36 die Höhere Luftwaffenschule in Berlin-Gatow besuchte und ebenfalls in Berlin-Gatow eine Generalstabsausbildung an der Luftkriegsschule absolvierte. Er kam von Januar 1938 bis August 1938 als Ia in den Stab des Führers der Seeluftstreitkräfte. Von 1939 bis 1941 war er erst als Verbindungsoffizier im Führungsstab der Luftwaffe und dann 1941/42 als Referent in die Seekriegsleitung. Es folgte von Mai 1942 bis Oktober 1942 sein Einsatz an der Front. Er wurde erst für ein Kommando auf die Graf Zeppelin vorbereitet und kam hierfür an die Navigationsschule nach Berlin-Strausberg und an die Luftwaffentorpedoschule nach Italien. Letztendlich flog er im Fronteinsatz mit der Fernaufklärungsgruppe 125. Am 1. April 1943 wurde er zum Oberst i. G. befördert. Bis Kriegsende war er dann als Luftwaffenreferent in der Operationsabteilung der Seekriegsleitung.
Nach Kriegsende war er bis Januar 1947 in englischer Kriegsgefangenschaft und arbeitete nach seiner Freilassung für zwei Jahre für die britische Admiralität in London im Rahmen des Naval Historical Branch und des Air Historical Branch. In dieser Funktion schloss er vier Studien ab.
Nach Deutschland zurückgekehrt, wurde er als ehemaliger Luftwaffenangehöriger durch seinen Bezug zur Marinefliegerei im Naval Historical Team (NHT, Bremerhaven) eingesetzt und war hier, wie auch vorher in der Luftwaffe der Wehrmacht, für die Marinefliegerei verantwortlich. Ab der erstmaligen Tagung des NHT am 9. April 1949 war Gaul Teil des Teams und wertete gemeinsam mit anderen ehemaligen Angehörigen der Kriegsmarine die deutschen marinebezogenen Erfahrungen des 2. Weltkriegs aus. Er war hier u. a. Berater von Generaladmiral Otto Schniewind, dem Leiter des NHT und Teilnehmer der Himmeroder Expertengruppe. In dieser Funktion hatte Gaul einen Entwurf für den Aufbau einer Marinefliegerei in das Konzept für die Himmeroder Denkschrift eingebracht. Die auf der Himmeroder Denkschrift aufbauenden sogenannte Wagner-Denkschrift enthielt Mitte März 1951 das Konzept der Marineflieger, welches Konteradmiral a. D. Gerhard Wagner unter der Mitarbeit von Gaul erstellt hatte. Ab Ende 1954 führte Gaul Gespräche mit der US Navy über die Ausbildung und die Ausstattung der Marineflieger. Die Ausbildung der ersten Kadetten der Marineflieger begann Anfang 1956. Die Ausbildung in den USA wurde durch die Kadetten aufgrund des Aufbaus; u. a. musste eine 14-tägige Infanterieausbildung absolviert werden; und die festgelegte Strenge kritisiert, sodass Karl-Adolf Zenker und Gaul direkt eingebunden wurden. In der Folge wurden die Umstände über Zenker und Gaul aufbereitet. Der Lehrgangsleiter hatte sich diesbezüglich auch an Gaul gewandt und bereits ein Einleben der Kadetten mitgeteilt. Der US-Marineattaché schlug, auch um die deutsch-amerikanischen Beziehungen nicht zu belasten, ein Herauslösen der Kadetten aus der Infanterieausbildung vor, welches Zenker als Hoffnung für eine Lösung angab. Für den zweiten Lehrgang in den USA hatte sich dann Friedrich Ruge für ein Herauslösen eingesetzt. Später wurde Hans Hefele, welcher später Gaul 1960 als Kommandeur ablöste, zur Beaufsichtigung nach Amerika geschickt. In dieser Funktion übermittelte Hefele an Gaul eine Abbrecherquote von 33 %. Mit seinem Engagement war er maßgeblich verantwortlich für den Aufbau der Marineflieger der Bundesmarine.
Im August 1952 war er in das Amt Blank eingetreten und hatte hier die Leitung der Arbeitsgruppe Marineflieger (1954 Marinefliegeverbände in der Gruppe Marine (II/Pl/M)) übernommen. Bis Juni 1957 war er erst im Amt Blank und später als Referent im Bundesministerium für Verteidigung in Bonn.
Mit der Verabschiedung des Freiwilligengesetzes am 23. Juli 1955 wurde er Ende 1955 als Kapitän zur See in die Bundesmarine übernommen. Von Juni 1957 bis Juli 1960 war er erster Kommandeur des Kommandos der Marineflieger. Mit der Aufstellung waren 24 Aufklärungs-, 24 Mehrzweckflugzeuge und 10 U-Boot-Jäger erlaubt worden. Unter seinem Kommando wurden die Flugzeuge des Typs Hawker Sea Hawk und Fairey Gannet, welche im Fliegerhorst Jagel stationiert waren, in Dienst gestellt und die dem Kommando unterstellten Einheiten mit zwei Marinefliegergruppen aufgestellt. Anschließend war er bis Januar 1964 im NATO-Stab von SHAPE. Ende März 1964 wurde er aus der Marine verabschiedet.

## Werke (Auswahl)
- Marinefliegerverbände und operative Luftwaffe im Einsatz über See 1939–1945. In: Marine-Rundschau 50, Heft 1, 1953.